# فرودگاه باتو لیسین
فرودگاه باتو لیسین (به انگلیسی: Batu Licin Airport) یک فرودگاه با کد یاتا BTW است . این فرودگاه در کشور اندونزی قرار دارد .